# G-Force (automerk)
G-Force is een Australisch sportwagenmerk. Sinds meer dan 10 jaar maakt oprichter Rob Grave replica's van de beroemde Britse AC Cobra: Het enige model is de Cobra, technisch gebaseerd op de Toyota Crown.
Voluit heet het bedrijf G-Force Sports Cars. Het is gevestigd aan de Peel Road in O'Connor, West-Australië. G-Force wordt niet in de Benelux en Suriname ingevoerd.